# 牧口優花
牧口 優花（まきぐち ゆうか、2007年7月16日 - ）は、兵庫県出身の女子サッカー選手。セレッソ大阪ヤンマーガールズU-18所属。ポジションはディフェンダー。セレッソ大阪堺レディース（現セレッソ大阪ヤンマーレディース）11期生。 

## 来歴

### ユース
入団セレクションに合格し、中学1年よりセレッソ大阪堺アカデミー(現在のセレッソ大阪ヤンマーガールズU-15)に入団。
セレッソ大阪ヤンマーガールズでプレー。
2022年からはセレッソ大阪堺レディース（現セレッソ大阪ヤンマーレディース）にも登録され、なでしこリーグでデビューした。

## 個人成績

### クラブ
| クラブ                         | シーズン | リーグ      | 背番号 | リーグ戦 | リーグ戦 | カップ戦 | カップ戦 | リーグ杯 | リーグ杯 | AFC  | AFC  | 合計 | 合計 |
| クラブ                         | シーズン | リーグ      | 背番号 | 出場     | 得点     | 出場     | 得点     | 出場     | 得点     | 出場 | 得点 | 出場 | 得点 |
| ------------------------------ | -------- | ----------- | ------ | -------- | -------- | -------- | -------- | -------- | -------- | ---- | ---- | ---- | ---- |
| セレッソ大阪堺レディース       | 2022     | なでしこ1部 | 43     | 8        | 0        | 1        | 0        | —        | —        | —    | —    | 9    | 0    |
| セレッソ大阪ヤンマーレディース | 2023-24  | WE          | 43     | 3        | 0        | -        | -        | 0        | 0        | -    | -    | 3    | 0    |
| セレッソ大阪ヤンマーレディース | 2024-25  | WE          | 43     | -        | -        | 0        | 0        | 1        | 0        | -    | -    | 1    | 0    |
| セレッソ大阪ヤンマーレディース | 通算     | 通算        | 通算   | 11       | 0        | 1        | 0        | 1        | 0        | 0    | 0    | 13   | 0    |
| 通算                           | 日本     | 日本        | 1部    | 3        | 0        | 0        | 0        | 1        | 0        | 0    | 0    | 4    | 0    |
| 通算                           | 日本     | 日本        | 2部    | 8        | 0        | 1        | 0        | 0        | 0        | 0    | 0    | 9    | 0    |
| 総通算                         | 総通算   | 総通算      | 総通算 | 11       | 0        | 1        | 0        | 1        | 0        | 0    | 0    | 13   | 0    |

- 日本女子サッカーリーグ
  - 初出場 - 2022年5月7日 なでしこリーグ1部 第8節 愛媛FCレディース戦 (ヨドコウ桜スタジアム)[2]

- WEリーグ
  - 初出場 - 2024年3月20日 第11節 サンフレッチェ広島レジーナ戦 (ヨドコウ桜スタジアム)[3]

## タイトル
- セレッソ大阪堺ガールズ / セレッソ大阪ヤンマーガールズU-18
  - JFA 全日本U-18女子サッカー選手権大会：2回（2021、2023）
  - 日本クラブユース女子サッカー大会 (U-18)：1回（2022）
  - ゴシアカップ：1回 (2024)